# Joan Littlewood

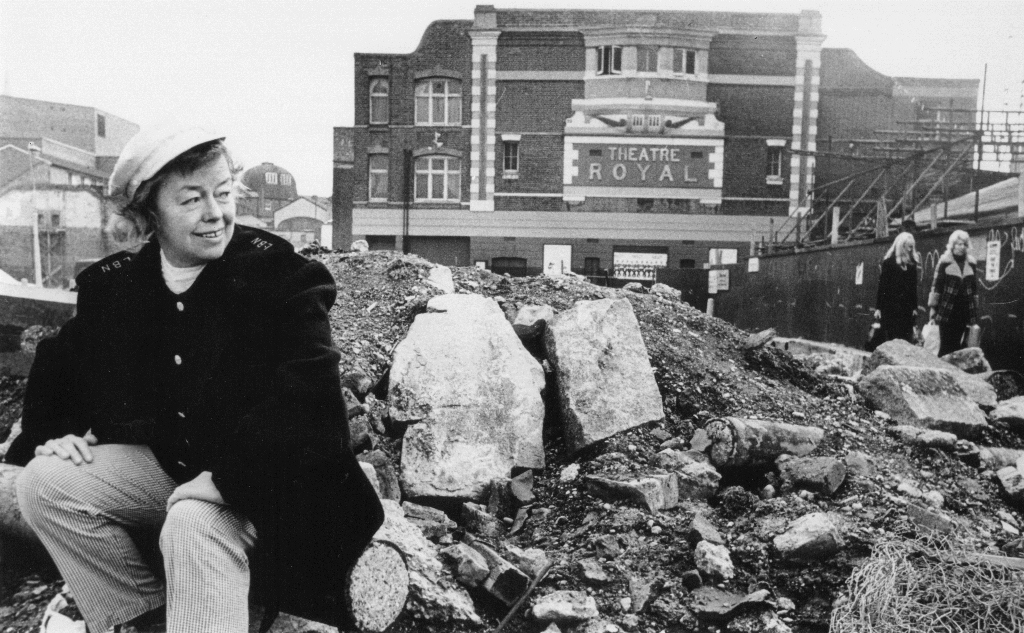
Imagem de Joan Littlewood.

Joan Maud Littlewood (6 de outubro de 1914 — 20 de setembro de 2002) foi uma diretora teatral britânica, famosa para seu trabalho em desenvolver a oficina left-wing do teatro. Em seu pico influente nas década de 1950 e na década de 1960, era uma figura internacional muito conhecida não somente na área do teatro, mas na política também.